# Peter Denny

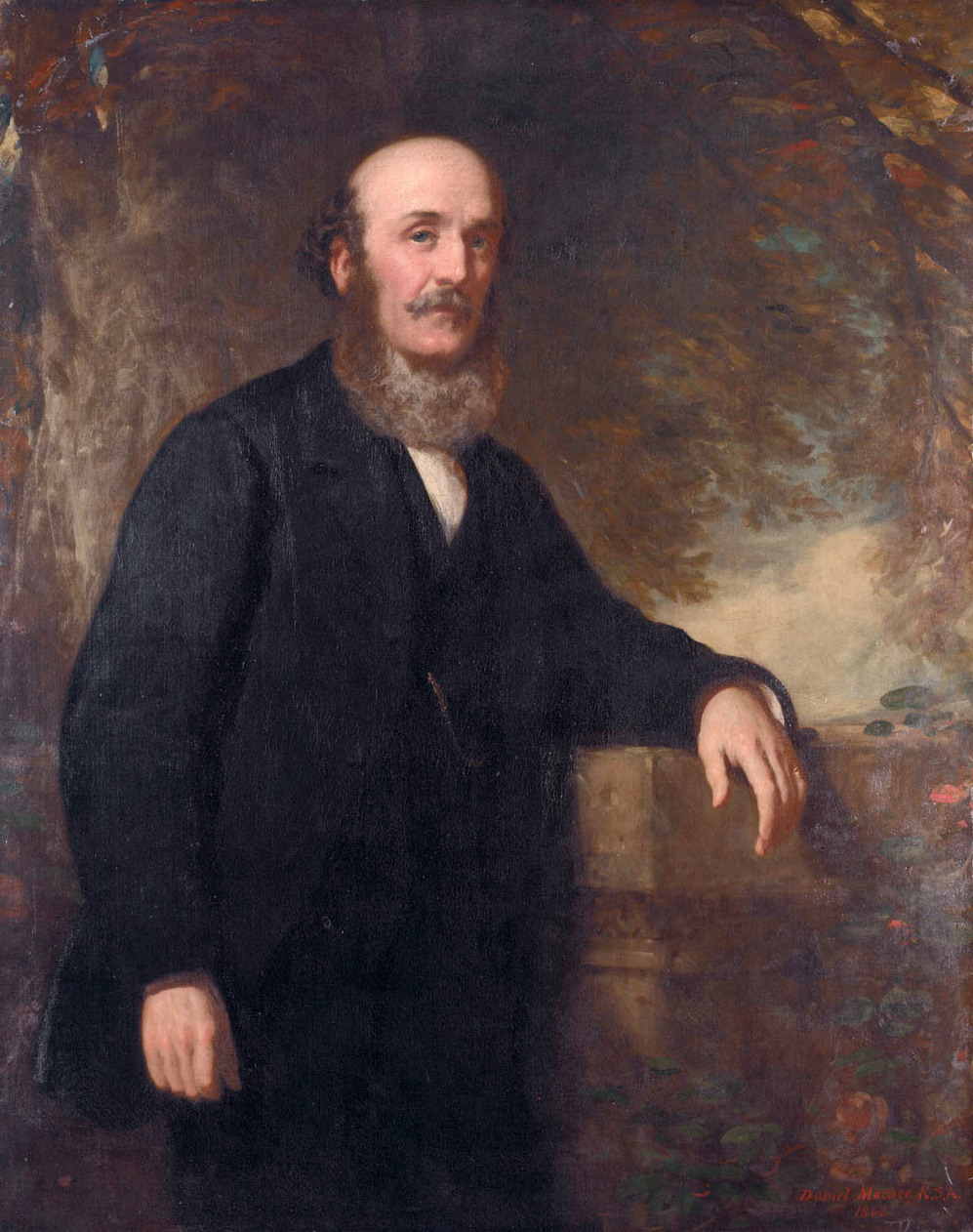
Peter Denny in un quadro di Daniel Mcnee del 1868.

Peter Denny (Dumbarton, 25 ottobre 1821 – Dumbarton, 22 agosto 1895) è stato un armatore e costruttore di navi scozzese.

## Famiglia ed istruzione
Denny era figlio di William Denny (1779-1833) e della moglie Christeanne Macintyre. Inizialmente fu apprendista di un avvocato locale e poi presso la vetreria di Dumbarton. All'età di 21 anni entrò nel settore navale, che era il campo di lavoro della famiglia Denny, lavorando come contabile per la Robert Napier and Sons.

## Carriera
Nel 1844 Peter divenne un socio di minoranza, insieme ai suoi fratelli, della Denny Brothers. Fu per questa società responsabile degli uffici. Nel 1849 la società fu sciolta e riformata come William Denny and Brothers Limited.
Insieme a John McAusland e a John Tulloch nel 1850 fondò la società di ingegneria navale Tulloch and Denny. Questa società era complementare al cantiere navale Denny.
William Denny morì nel giugno 1854, lasciando Peter come socio principale della Denny, mentre l'altro fratello, James, andò in pensione nel 1862. Anche Tulloch andò in pensione nello stesso anno e la compagnia d'ingegneria navale fu rinominata Denny & Company.

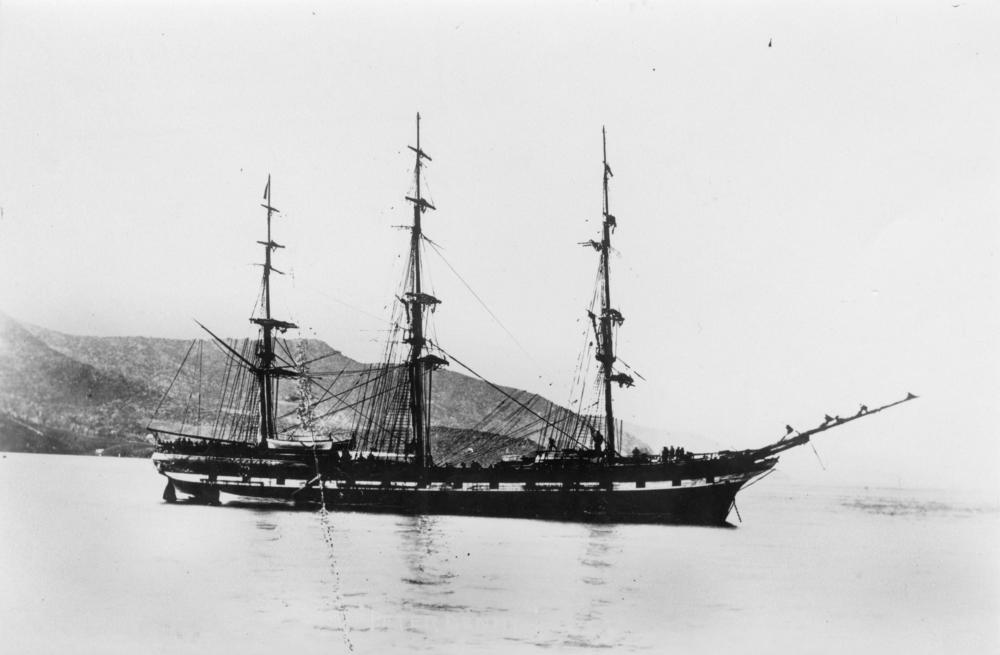
La Peter Denny, costruita nel 1865 da Duthie di Aberdeen, appartenne alla Albion. Operò in rotte verso la Nuova Zelanda, anche per il trasporto di emigranti.

Denny capì che per essere un costruttore di successo era necessario ottenere molti ordini e quindi iniziò ad occuparsi anche del campo armatoriale. Come membro della Chiesa Libera di Scozia contribuì all'insediamento della chiesa in Nuova Zelanda ed entrò in contatto con la Paddy Henderson & Co. Denny divenne partner commerciale della società di navigazione e questo risultò in ordini alla Denny per nuove navi.
Nel 1859 la Denny si espanse nel cantiere nord e l'officina motori fu ingrandita. Nel 1864 fu ottenuta della terra sul lato opposto del fiume. Nel 1867 il cantiere originale fu abbandonato e tutte le operazioni furono trasferite al nuovo cantiere sul Leven. Nel 1871 Peter Denny fu parte del comitato parlamentare per il progetto di nuove navi da guerra e nel 1876 fece parte di una commissione reale sulla perdita di vite e averi in mare.
La Denny entrò in un commercio fruttuoso costruendo navi per forzare i blocchi durante la guerra civile americana e comprò molte azione della Irrawaddy Flotilla Company e della Albion shipping company. Questo portò a nuovi ordini di navi dal pescaggio limitato che potessero operare in Birmania nell'Irrawady.
Il primogenito di Peter Denny, William (1847-1887), divenne un socio della compagnia nel 1868 e poi il direttore delle operazioni. Era particolarmente interessato all'architettura degli scafi e quindi fu il responsabile della costruzione delle vasche navali della compagnia nel 1881, dove si potevano provare modelli delle carene prima della costruzione. Peter Denny allora diversificò i suoi interessi, diventando il direttore della Paddy Henderson & Co., della British & Burmese Steam Navigation Company, della Albion shipping Co. e della Rio Tinto Company. Cercò ordini di governi stranieri, tra cui la Spagna, il Portogallo e il Belgio, e iniziò ad interessarsi finanziariamente ad incoraggiare l'industria locale. Donò una gran quantità di denaro agli ospedali locali e per istituire borse di studio. Nel 1890 ricevette un dottorato onorario dall'Università di Glasgow come riconoscimento per il suo lavoro caritatevole per l'educazione.
Nel 1876 fu eletto Compagno della Royal Society di Edimburgo. I suoi propositori furono William Thomson (Lord Kelvin), Anderson Kirkwood, Allan Thomson e David Stevenson.
Il 17 marzo 1886 William Denny si suicidò a Buenos Aires, in seguito agli investimenti disastrosi del 1882 nella compagnia La Platense Flotilla. In seguito alla morte del figlio, Peter Denny si allontanò ulteriormente dai suoi interessi finanziari, morendo a Helenslee, la casa di famiglia di Dumbarton, il 22 agosto 1895. Lasciò alla morte un patrimonio di 200000 £, anche se durante la propria vita guadagnò attorno ai 1,5 milioni di sterline (nel 2012 circa 150 milioni di sterline).

## Vita privata
Peter Denny sposò Helen Leslie il 26 gennaio 1846. Ebbero otto figli, tra cui Archibald Denny. Helen morì il 5 marzo 1905.

## Tributi
Peter Denny è l'eponimo della Denny Medal consegnata annualmente da IMarEST.